# Будош (тврђава)
Тврђава Будош се налази између Острога и Клобука, у близини данашњег Никшића, гдје постоји брдо Будош са њеним рушевинама. Околина Будоша је припала бановини Босни, освајањем земаља Николе Алтомановића, 1373. године. Тврђава се налазила у Великом војводству Сандаља Хранића и Стефана Вукчића Косаче (каснијег херцега) па је народ њене остатке називао „Херцегова градина“. У писаним изворима се помиње, као: „Castrum Budosh“ (1448) и „civitate Budos cum castris et pertinentiis“ (1454). При крају своје владавине, херцег Стефан Вукчић Косача је уступио тврђаву Будош свом најстаријем сину Владиславу.